# Clermont (mansión)
Clermont, también conocida como la finca de Clermont o el señorío de Clermont (Clermont Manor), es un sitio histórico en el suroeste del condado de Columbia, en el estado de Nueva York (Estados Unidos). Corresponde a la antigua propiedad de la familia Livingston, en la que siete generaciones vivieron durante más de dos siglos.

## Historia
El nombre Clermont deriva de "montaña clara" en francés y se inspiró en la vista de las montañas Catskill al otro lado del río Hudson desde la finca.

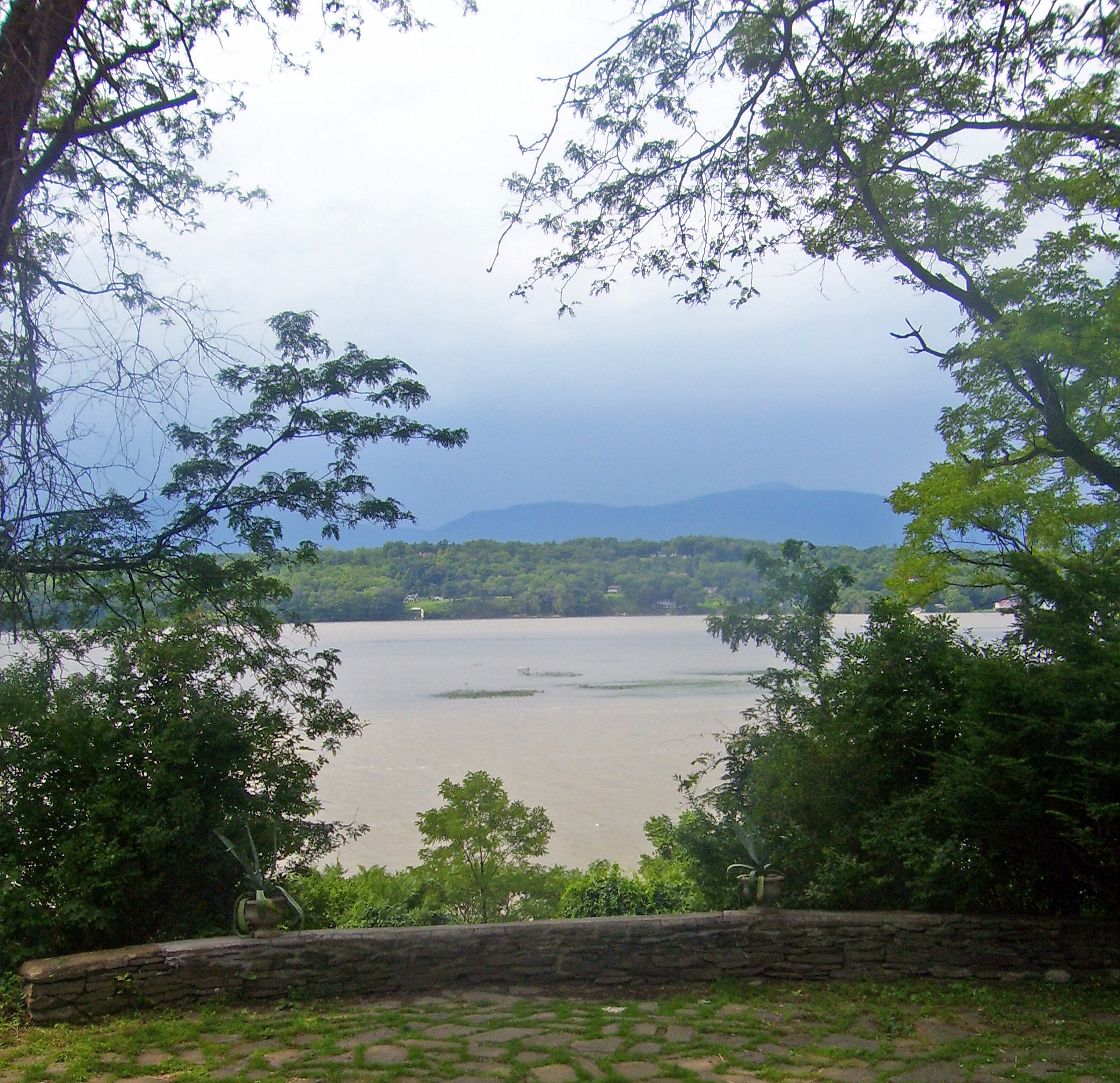
Vista de las Catskills y el Hudson desde Clermont Manor.

La finca fue establecida por Robert Livingston tras la muerte de su padre, el primer señor de Livingston Manor, en 1728; mientras que la mayor parte de la mansión fue heredada por el hijo mayor Philip Livingston, 5300 ha en la esquina suroeste, más tarde llamada Clermont, fue consagrada a Robert. La casa original fue construida hacia 1740.
Robert Livingston de Clermont murió el 27 de junio de 1775 y la herencia pasó a su hijo Robert, conocido como 'Juez Livingston' para distinguirlo de su padre. El juez Livingston fue miembro de la Asamblea General de Nueva York de 1759 a 1768, se desempeñó como juez de la corte del almirantazgo de 1760 a 1763 y fue delegado del Congreso de la Ley del Timbre de 1765. Se casó con Margaret Beekman, hija del coronel Henry Beekman. Su hijo, Robert R. Livingston, más tarde conocido como "Canciller", sirvió en el Comité de los Cinco que redactó la Declaración de Independencia de los Estados Unidos. El juez Robert murió unos seis meses después que su padre, el 9 de diciembre de 1775.

### Incendio y reconstrucción

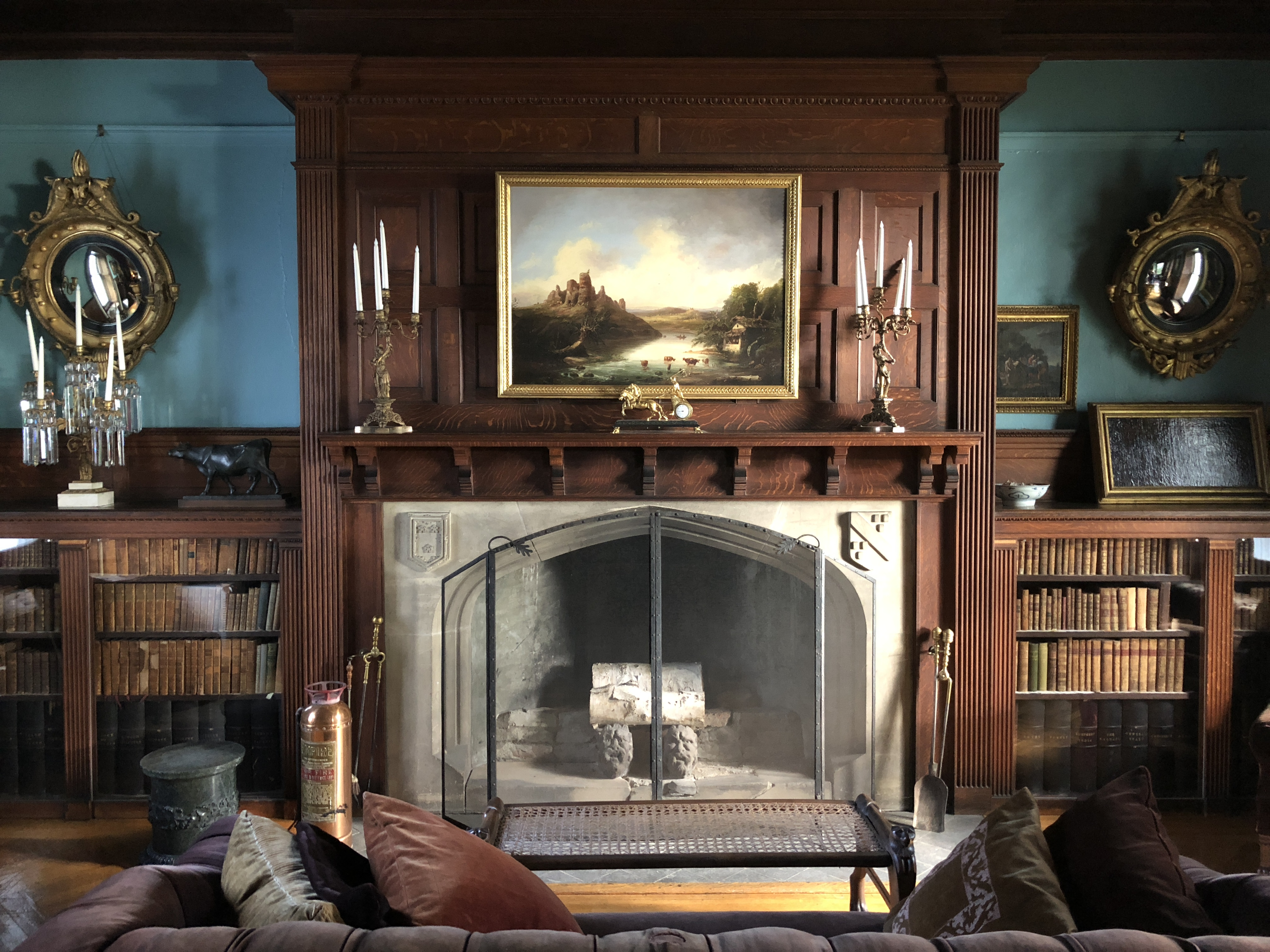
Sala de estar de John Henry Livingston.

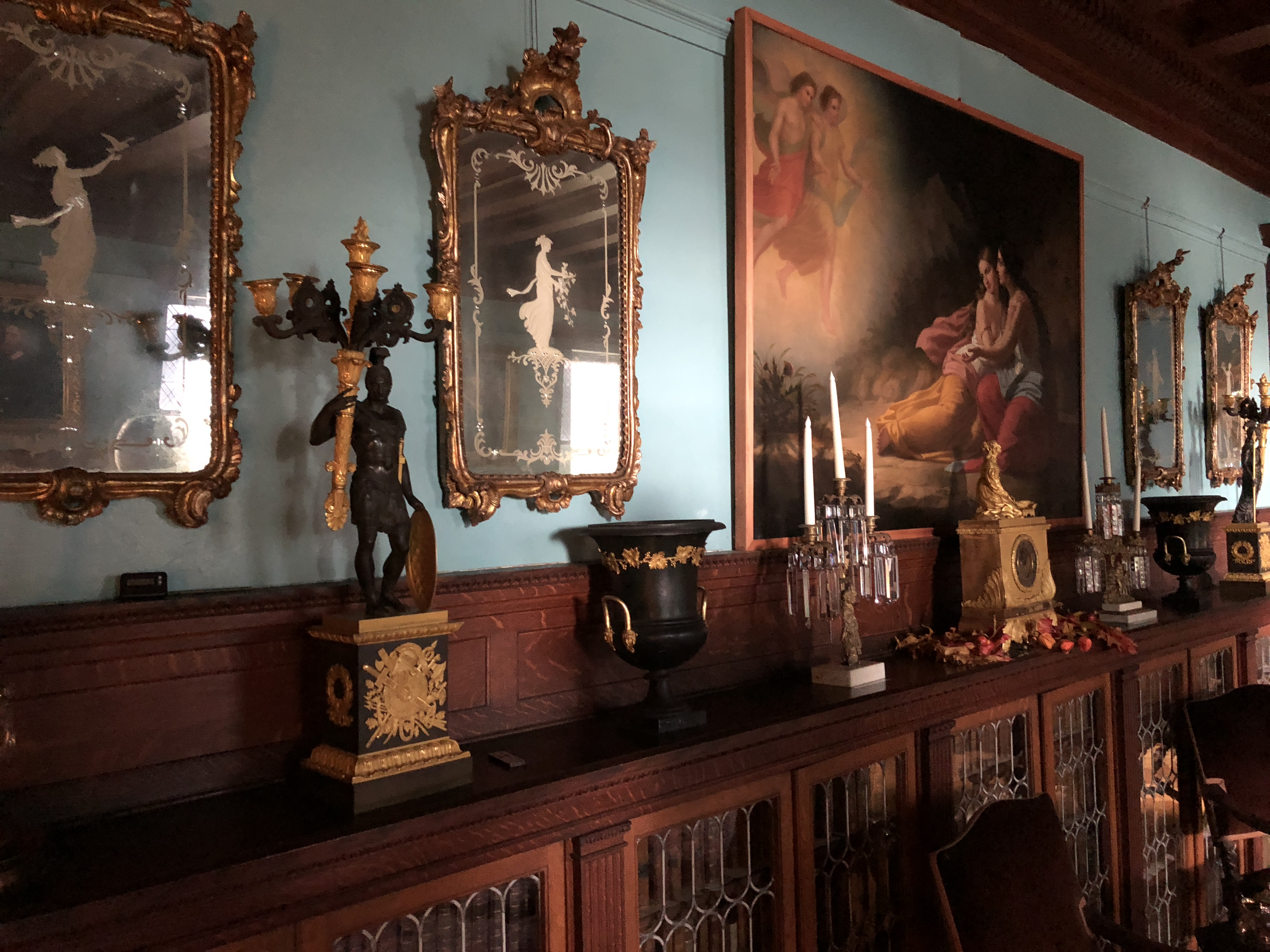
Otra vista de la sala de estar de John Henry Livingston.

En octubre de 1777, barcos británicos navegaron río arriba desde Nueva York en apoyo del general John Burgoyne, que estaba al norte de Albany. Esa misma fuerza ya había asaltado dos fuertes en las Tierras Altas de Hudson y quemado Kingston. El mayor general John Vaughan dirigió un grupo de asalto a Clermont y quemó la casa de Livingston debido al papel de la familia en la rebelión. Margaret Beekman Livingston reconstruyó la casa familiar entre 1779 y 1782. Robert R. Livingston se convirtió en el residente más destacado de la finca. El canciller Livingston prestó juramento al presidente George Washington, se convirtió en secretario de Relaciones Exteriores y negoció la compra de Luisiana.
En 1793, Robert Livingston construyó una segunda mansión en la propiedad, confusamente llamada "Clermont", posteriormente se conoció como "Arryl House" e "Idele", que se quemó en 1909. Las ruinas de esa casa aún son visibles en el extremo sur de la propiedad.
También se asoció con Robert Fulton en 1807, para crear el primer barco de vapor comercialmente exitoso en el río Hudson, el North River Steamboat (más tarde conocido como Clermont ), que se detuvo en la casa en su viaje inaugural.
Los últimos propietarios de apellido Livingston fueron John Henry Livingston y su esposa Alice. Ella fue responsable de crear muchos de los jardines paisajísticos que se continúan hasta el día de hoy. Tras la muerte de John Henry, entregó la mansión y la propiedad al estado en 1962.

### En la actualidad
La casa es ahora un sitio histórico del estado de Nueva York y fue designada Monumento Histórico Nacional de los Estados Unidos en 1972. Es una propiedad que contribuye a otro Monumento Histórico Nacional, el Distrito Histórico del Río Hudson.
Aunque se encuentra a las afueras en la ciudad de Clermont, su dirección postal se encuentra en la cercana ciudad de Germantown.